# Политех (фильм)
«Политех» (фр. Polytechnique) — криминальная драма франкоканадского режиссёра Дени Вильнёва по мотивам событий массового убийства в Политехнической школе Монреаля на почве мизогинии. Премьера картины состоялась 6 февраля 2009 года в Квебеке.

## Сюжет
Монреаль, 6 декабря 1989 года. Валери, успешная студентка Политехнической школы, проходит собеседование у работодателя-сексиста. После заверения, что не любит детей, она получает место стажёра и вместе с подругой Стефани ожидает начало занятий. Жан-Франсуа, одногруппник Валери, просит у девушки конспекты и направляется к копировальным автоматам. Уступив студентке, он не успевает всё скопировать и спешит на лекцию по энтропии.
В это время в аудиторию входит настроенный против феминизма студент и, угрожая оружием, выгоняет всех мужчин. Затем он передвигается по учебному заведению, расстреливая студенток.
Жан-Франсуа, сообщивший о захвате заложниц охраннику, возвращается к своим одногруппницам и находит их всех убитыми. У копировальной техники он находит раненую студентку и пытается остановить у неё кровотечение.
Действие возвращается к моменту захвата заложниц. После ухода убийцы раненная Валери пытается позвать кого-нибудь на помощь умирающей Стефани. Она становится свидетельницей ещё одного убийства и, вернувшись к подруге, убеждает её притвориться мёртвыми. Такими их и находит Жан-Франсуа. Когда скорая забирает Валери на каталке, он просит у девушки прощения, что не остался в классе. Некоторое время спустя он приезжает навестить мать и кончает жизнь самоубийством, отравившись угарным газом.
Проходит время и Валери работает авиаинженером. Она пишет письмо матери покончившего с собой убийцы, в котором рассказывает о своём страхе, боли, о совершённом насилии.

## В ролях
| Актёр                | Роль              |
| -------------------- | ----------------- |
| Карин Ванасс         | Валери            |
| Себастьен Юбердо     | Жан-Франсуа       |
| Максим Годетт        | убийца            |
| Эвелин Брошу         | Стефани           |
| Джоанна-Мари Тремблэ | мать Жана-Франсуа |
| Пьер-Ив Кардинал     | Эрик              |

## Награды и номинации
Фильм и исполнители главных ролей получили множество наград, в том числе премию Ассоциации кинокритиков Торонто за лучший канадский фильм, Золотой Баярд на Международном фестивале франкоязычных фильмов в Намюре за лучшую операторскую работу, премию «Джини» за лучшую режиссуру, лучшую женскую роль, лучшую мужскую роль второго плана, лучший монтаж, лучший оригинальный сценарий, лучшую операторскую работу, лучший фильм, лучший звук, лучший звуковой монтаж и премию «Ютра» за лучшую режиссуру, лучшую операторскую работу, лучший звук, лучший монтаж и лучшую мужскую роль второго плана.